# Свелендам
Свелендам (на африканс Swellendam) е община в окръг Оверберг, провинция Западен Кейп, Република Южна Африка, с площ 2999 км².

## Население
28 074 (2001)

## Расов състав
(2001)
- 20 214 души (72 %) – цветнокожи
- 5251 души (19 %) – бели
- 2549 души (9 %) – черни
- 60 души – азиатци